# Gierschnach
 Gierschnach là một đô thị thuộc huyện Mayen-Koblenz bang Rheinland-Pfalz, phía tây nước Đức. Đô thị Gierschnach có diện tích 3,27 km², dân số thời điểm ngày 31 tháng 12 năm 2006 là 277 người.